# Edgar Seligman
Edgar Isaac Seligman (San Francisco, 1867. április 14. – London, 1958. szeptember 27.) olimpiai ezüstérmes brit vívó, festő.

## Sportpályafutása
Mindhárom fegyvernemben versenyzett, de nemzetközi szintű eredményeit párbajtőrvívásban érte el.